# ناسا بفن
البفن هو مفهوم ظهر في عام 2010 لطائرة شخصية ذات محرك إقلاع وهبوط عمودي (إقلاع وهبوط عمودي) قادرة على الطيران، تعمل بالطاقة الكهربائية. من المتوقع أن يكون تصميم الأولي للمفهوم قادرًا على التحليق بشخص واحد بسرعة 150 ميلًا في الساعة (241 كم / ساعة)، مع نطاق من المتوقع أن يكون أقل من 50 ميلاً (80 كم) بتقنية بطارية فوسفات الحديد والليثيوم. حدد التصميم أبعاد باع الجناح بعرض 13.5 قدمًا (4.1 مترًا)، وارتفاع 12 قدمًا (3.65 مترًا) على الأرض في وضعية الإقلاع أو الهبوط.
تم بناء نموذج بمقياس الثلث في عام 2010، وتم عرضه لفترة وجيزة بما في ذلك ظهوره في حلقة واحدة من سلسلة قناة ديسكفري حول الاختراع.

## التطوير
اعتبارًا من يناير 2010، أنجزت وكالة ناسا أول رحلة بمقياس الثلث، قادرة على التحليق بتقنية البفن بحلول مارس 2010 كأول طائرة eVTOL (طائرات الإقلاع والهبوط العمودي الكهربائية). تم تطوير مفهوم البفن من قبل مارك مور، مع العديد من المنشورات التي تقدم تفاصيل تحليل التصميم والمنطق. بحلول منتصف صيف 2010، كانت وكالة ناسا تأمل في «البدء في التحقيق في مدى نجاحها في الانتقال من رحلة التحليق إلى رحلة الإقلاع والهبوط». اعتبارًا من أغسطس 2010، تم عرض نموذج مصغر للبفن بمقياس الثلث لفترة قصيرة في حرم ناسا لانغلي لتصوير سلسلة «عميد الاختراع» لقناة ديسكفري. كان من المقرر أن يظهر البفن في الحلقة الثامنة والأخيرة من العرض. لم يتم تصنيع الطائرة بالقياس المرجو له ولم يتم اختبارها على نطاق واسع.

## مواصفات المفهوم
البيانات من وكالة ناسا
الخصائص العامة
- الطاقم: 1
- الطول: 12 قدم (3.65 م)
- باع الجناح: 13 قدم و 6 بوصات (4.1 م)

الأداء
- السرعة القصوى: 150 ميلاً في الساعة (241 كم / ساعة، 130 عقدة)
- المدى: 50 ميل (80 كم) المدى المتوقع «ليس أكثر» من هذا الرقم

## روابط خارجية
- NASA.gov: The Puffin: A Passion for Personal Flight ، 2010-02-08.
- إيكاروس الكهربائي: ناسا تصمم طائرة شبح لرجل واحد: هل يمكن للبفن، بدلة طيران تعمل بالطاقة الكهربائية، تغيير الطريقة التي نستخدم بها السماء في الحرب والسلام؟ ، تشارلز ك. تشوي، Scientific American ، 2010-01-19
- تعرف على «البفن»، الطائرة الكهربائية الفردية التابعة لوكالة ناسا ، Discover Magazine ، 2010-01-20.
- ناسا البفن هو طريقة أكثر برودة من Jetpack ، جايسون بور، وايرد ، 2010-01-21.
- ناسا منخفضة الضوضاء، مركبة جوية شخصية VTOL كهربائية ، فيديو رسومي بالكمبيوتر.